# Jim Rash
James (Jim) Rash (Charlotte, 15 juli 1971) is een Amerikaans acteur, scenarioschrijver en regisseur. In 2012 won hij voor The Descendants (2011) de Oscar voor beste bewerkte scenario.

## Biografie
Jim Rash werd in 1971 geboren in Charlotte (North Carolina). Hij werd net als zijn zus geadopteerd. Hij studeerde aan Charlotte Latin School en Lawrenceville School (New Jersey).

### Carrière
Rash sloot zich na zijn studies aan bij The Groundlings, een komisch improvisatietheater en acteerschool uit Los Angeles, en begon met acteren. Aanvankelijk had hij vooral kleine, en vaak eenmalige, bijrollen in sitcoms als Cybill, Becker, That '70s Show en Will & Grace. In 2004 had hij ook een gastrol in de laatste aflevering van Friends.
Tussen 2003 en 2009 werkte Rash mee aan vijftien afleveringen van de komische politieserie Reno 911!. Van 2009 tot 2015 vertolkte hij een hoofdrol in de sitcom en cultserie Community. In de komische reeks speelde hij schooldirecteur Craig Pelton. Hij regisseerde zelf ook twee afleveringen van Community.
Naast acteren schrijft Rash ook scenario's, meestal in samenwerking met zijn collega Nat Faxon, die hij bij The Groundlings leerde kennen. In 2005 schreef hij samen met Faxon een semi-autobiografische pilot, getiteld Adopted, over een volwassen man die ontdekt dat zijn ouders niet zijn biologische ouders zijn. De pilot werd uiteindelijk niet opgepikt door zender ABC. 
In 2008 schreven Rash en Faxon ook The Descendants, dat gebaseerd was op de gelijknamige roman van auteur Kaui Hart Hemmings. Het filmscript werd enkele jaren later verfilmd door Alexander Payne en leverde Payne, Rash en Faxon begin 2012 de Oscar voor beste bewerkte scenario op. Een jaar later schreven en regisseerden Rash en Faxon de coming-of-agefilm The Way Way Back (2013). In 2020 werkte het duo ook samen aan Downhill, een Engelstalige remake van de Zweedse komedie Turist (2014).

## Filmografie

### Als acteur (selectie)
Film
- One Hour Photo (2002)
- Slackers (2002)
- S1m0ne (2002)
- Minority Report (2002)
- Sky High (2005)
- Smiley Face (2007)
- The Onion Movie (2008)
- The Way Way Back (2013)
- Captain America: Civil War (2016)
- Fly Me to the Moon (2024)

Televisie
- Cybill (1995)
- Becker (1999)
- According to Jim (2002)
- That '70s Show (2002–2006)
- CSI: Crime Scene Investigation (2003)
- Friends (2004)
- Will & Grace (2005)
- Reno 911! (2003–2009)
- Community (2009–2015)
- Glee (2014–2015)
- Rick and Morty (2015) (stem)
- Jake and the Never Land Pirates (2015) (stem)
- Family Guy (2016–2017) (stem)
- Curb Your Enthusiasm (2017)
- Mike Tyson Mysteries (2014–2020) (stem)
- DuckTales (2017–2021) (stem)
- Vampirina (2017–2021) (stem)
- Ironheart (2025)

### Als scenarist en/of regisseur
Film
- The Descendants (2011) (scenario)
- The Way Way Back (2013) (regie, scenario)
- Downhill (2020) (regie, scenario)

Televisie
- Saturday Night Live (2006) (scenario)
- Community (2013–2015) (regie, scenario)
- These People (2015–2016) (scenario)

### Als presentator
- Beyond Stranger Things (2017)